# Exobasidium aequatorianum
Exobasidium aequatorianum är en svampart som beskrevs av L.D. Gómez & Kisim.-Hor. 1998. Exobasidium aequatorianum ingår i släktet Exobasidium och familjen Exobasidiaceae.   Inga underarter finns listade i Catalogue of Life.